# North-Western European Journal of Mathematics
North-Western European Journal of Mathematics là một tập san khoa học về chuyên ngành toán, 
được xuất bản bởi các Phòng thí nghiệm Toán học thuộc vùng Hauts-de-France, Pháp.

## Sự hình thành
Các Phòng thí nghiệm Toán học vùng Hauts-de-France đã thành lập nên tạp chí 
North-Western European Journal of Mathematics trong năm 2015.  Tạp chí hoan 
nghênh những công trình nghiên cứu trong cả hai lĩnh vực toán lý thuyết và toán ứng dụng, 
cũng như trong lĩnh vực lịch sử toán học. Tính độc đáo của tạp chí so với hệ thống tạp chí khoa học 
Pháp là có một cơ sở có tính chất liên vùng và xuyên quốc gia (Nord-Pas-de-Calais/ Bỉ/ Hà Lan). 
North-Western European Journal of Mathematics được lãnh đạo bởi một ban biên tập quốc tế 
và nhận được sự hỗ trợ của nhiều tổ chức xã hội, bao gồm 
Hiệp hội Toán học Pháp (Société mathématique de France ), 
Hiệp hội Toán ứng dụng và Công nghiệp Pháp (Société mathématiques appliquées et industrielles ), 
Hiệp hội Toán học Hoàng gia Hà Lan (The Royal Dutch Mathematical Society) và Viện Fields (Fields Institute).

## Chính sách xuất bản
Tạp chí là một hệ thống truy cập mở trực tuyến: người dùng có thể truy cập miễn phí tới các bài báo 
của tạp chí. Phiên bản in được xuất bản với một mức giá thấp (bao gồm chi phí in bìa và chuyển phát). 
Các tác giả sẽ không bị tính bất kỳ phí xuất bản nào và giữ quyền tác giả đối với các bài báo của họ.